# Juan Bautista Agüero
Pour les articles homonymes, voir Aguero.
Juan Bautista Agüero Sánchez (né le 24 juin 1935 à Caacupé au Paraguay et mort le 27 décembre 2018) est un joueur de football international paraguayen, qui évoluait au poste d'attaquant.

## Biographie

### Carrière en club
Juan Bautista Agüero joue 134 matchs et inscrit 34 buts en première division espagnole. Il dispute par ailleurs un match en Coupe d'Europe des clubs champions lors de l'année 1965 avec le Real Madrid.

### Carrière en sélection
Avec l'équipe du Paraguay, Juan Bautista Agüero joue 15 matchs (pour 8 buts inscrits) entre 1955 et 1958. 
Il figure dans le groupe des sélectionnés lors de la Coupe du monde de 1958. Lors du mondial organisé en Suède, il joue trois matchs : contre la France, l'Écosse et la Yougoslavie.

## Palmarès
| Club Olimpia - Championnat du Paraguay (3) : - Champion : 1955, 1956 et 1957. - Meilleur buteur : 1957 (14 buts) et 1958 (14 buts). |  | Real Madrid - Coupe des clubs champions (1) : - Vainqueur : 1965-66. |